# 수염

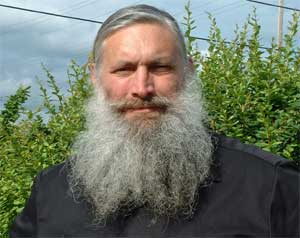
수염을 기른 한 남성의 모습.

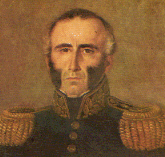
우루과이의 정치인 후안 안토니오 라바예하의 수염. 대단히 독특한 수염이다.

수염(facial hair, 鬚髥)은 성숙한 남자의 얼굴 하반부에 나는 털이며, 성인 남성의 제2차 성징이다. 
또한 잘 빠지지 않으며, 두발에 이어 길게 자라 그 길이가 30~50cm에 이른다. 개인차가 많으나 아래턱, 입 둘레, 코 밑, 하악골의 표면, 살쩍 등에 퍼져 있고, 시대와 풍속에 따라 기르기도 한다.
일반적으로 서양계 민족들이 수염이 더 많으며, 동양계 민족은 상대적으로 적다. 특히, 아랍인, 오스트레일리아원주민 등은 다른 인종보다 더 풍성하나 한국인이나 북부중국인, 몽골인, 러시아의 알타이계 제 민족, 아메리카 인디언 등 아시아인들에게는 적은 편이다.
바이킹 등 일부 민족들은 수염으로 댕기를 땋는 경우도 있다. 
수염 때문에 스트레스와 고통받는 남성들을 위해 수염을 죽이는 물질과 수염을 연구중이다. 그리고 수염을 죽이는 물질을 이용해 제모제 를 만들기 위해 연구중이다.

## 여성의 수염
여성에게도 극히 드물게 나올 수 있다. 주로 난소와 부신에서 분비되는 성호르몬 균형이 깨지는 호르몬 이상으로 인해 남성호르몬의 비중이 증가하면 발생하는 것으로 알려져있다.

## 역사
서구에서는 19세기까지는 대부분의 남성이 수염을 길렀다. 일러스트레이티드 런던 뉴스의 삽화를 검토한 워싱턴 대학교의 경제학자 드와이트 로빈슨의 1976년 연구에 따르면 얼굴 털은 1880년대(90%)에 최고조에 달했다고 한다. 이 후 턱수염을 기르는 사람의 수는 현저히 줄었지만, 1940년대까지도 콧수염을 기르는 것은 보편적이었다.
반면 한국에서도 머리와 수염도 길렀으나 기르는 것이, 구한말 단발령의 시행으로 수염을 기르지 않게 됐다.

## 종류

### 콧수염
코 아래에 난 수염으로, 코밑수염으로도 부른다. 특별히 윗 입술에서 바깥으로 기른 콧수염은 영어로는 mustache(/məˈstɑːʃ/), 영국에서는 moustache(/ˈmʌstæʃ/라고 한다.

### 구레나룻
귀밑에서 턱까지 잇따라 난 수염을 말한다. 영어로는 whisker라고 한다

### 턱수염
턱수염은 아래턱에 난 수염이다. 영어로는 beard라고 한다

## 같이 보기
- 털
- 면도
- 콧수염
- 구레나룻
- 턱수염
- 음모